# Karim-Mohamed Maamoun
Karim-Mohamed Maamoun (* 9. April 1991 in Gizeh) ist ein ägyptischer Tennisspieler.

## Karriere
Karim-Mohamed Maamoun war ein vielversprechender Jugendspieler. Von 2008 bis 2009 spielte er alle vier Grand-Slam-Turniere der Junioren in Folge und erreichte 2009 den 26. Rang der Junior-Rangliste.
2010 spielte er sein erstes Profiturnier und zog im Einzel in die Top 1000 der Tennisweltrangliste ein. In den Jahren bis 2015 konnte er sukzessive Fortschritte in der Rangliste machen, sodass er Ende dieses Jahres im Einzel in den Top 500 stand, im Doppel, wo er bis dahin schon 10 Futures gewann, zog er sogar in die Top 300 ein. 2016 gelang Maamoun schließlich sein erster Erfolg im Einzel, dem er noch zwei weitere folgen ließ, sodass er sich weitere 150 Plätze verbesserte.
Das bisher erfolgreichste Jahr für den Ägypter folgte 2017, als er direkt am Jahresanfang fünf Futures gewann und so genug Punkte hatte, um auch mal bei der höher dotierten ATP Challenger Tour Turniere zu spielen. Das tat er hauptsächlich bis Ende des Jahres, zuerst im April im chinesischen Qingdao. In Meerbusch sowie in Istanbul gelang ihm jeweils der Einzug ins Halbfinale, das er gegen Andreas Haider-Maurer respektive Malek Jaziri verlor. Im Oktober kam er damit zu seinem bisherigen Karrierehoch mit Platz 225. Im Doppel hatte er dieses bereits mit Rang 224 im Juni 2016 erreicht.
Das Jahr 2018 startete weniger erfolgreich, im gesamten Jahr gelangen ihm nur zwei Titel bei Futures, wodurch er in der Rangliste zurückfiel. In der Qualifikation der Australian Open gewann er in der ersten Runde gegen Marcelo Arévalo, doch unterlag in Runde 2 dem Franzosen Stéphane Robert.
Karim-Mohamed Maamoun ist ein regelmäßiger Vertreter für die ägyptische Davis-Cup-Mannschaft, wo er von 2011 an jedes Jahr spielt und eine Bilanz von 17:6 hat.